# Reidar Kvammen
Reidar Osvald Kvammen, född 23 juli 1914 i Stavanger, död 27 oktober 1998 i Stavanger, var en norsk fotbollsspelare.
Kvammen blev olympisk bronsmedaljör i fotboll vid sommarspelen 1936 i Berlin.